# Fascio Sportivo Savoia 1931-1932
Questa voce raccoglie le informazioni riguardanti il Savoia nelle competizioni ufficiali della stagione 1931-1932.

## Stagione
La stagione 1931-1932 fu la 12ª stagione sportiva del Savoia.
Prima Divisione 1931-1932: 3º posto

## Divise
| Manica sinistra · Maglietta · Manica destra · Pantaloncini · Calzettoni |

## Organigramma societario
Area direttiva
- Presidente:  Alfredo Gallo
- Dirigenti: Angelo Guidone, Ruggiero, Modugno, Franco Pierro, Raffaele Pierro, Mario De Gennaro, Antonio Save

Area tecnica
- Allenatore:  Mario Piselli

## Rosa
| N. |                   | Ruolo | Calciatore           |
| -- | ----------------- | ----- | -------------------- |
|    | Italia (bandiera) | P     | Ferdinando Ammendola |
|    | Italia (bandiera) | P     | Ciro Visciano        |
|    | Italia (bandiera) | D     | Michele Giraud II    |
|    | Italia (bandiera) | C     | Mario Brasile        |
|    | Italia (bandiera) | C     | Oscar Cirillo        |
|    | Italia (bandiera) | C     | Pino Ghisi II        |
|    | Italia (bandiera) | C     | Raffaele Giraud I    |
|    | Italia (bandiera) | C     | Mario Orsini         |
|    | Italia (bandiera) | C     | Silverio Tricoli     |

| N. |                   | Ruolo | Calciatore            |
| -- | ----------------- | ----- | --------------------- |
|    | Italia (bandiera) | A     | Ansaldo Fadda         |
|    | Italia (bandiera) | A     | Ernesto Ghisi I       |
|    | Italia (bandiera) | A     | Giovanni Giraud III   |
|    | Italia (bandiera) | A     | Carlo Ravizzoli       |
|    | Italia (bandiera) | A     | Gino Vandelli         |
|    | Italia (bandiera) |       | Innocenzo Albergatore |
|    | Italia (bandiera) |       | Giuseppe Garofalo     |
|    | Italia (bandiera) |       | Stefano Malaguti      |
|    | Italia (bandiera) |       | Vincenzo Oropallo     |

## Calciomercato
| Acquisti | Acquisti          | Acquisti | Acquisti   |
| R.       | Nome              | da       | Modalità   |
| -------- | ----------------- | -------- | ---------- |
| P        | Ciro Visciano     | Vomero   | definitivo |
| C        | Pino Ghisi        | Vomero   | definitivo |
| C        | Silverio Tricoli  | Vomero   | definitivo |
| A        | Ernesto Ghisi     | Vomero   | definitivo |
| A        | Ansaldo Fadda     |          | definitivo |
| A        | Carlo Ravizzoli   | Sassuolo | definitivo |
| A        | Gino Vandelli     | Sassuolo | definitivo |
|          | Giuseppe Garofano |          | definitivo |
|          | Stefano Malaguti  |          | definitivo |

| Cessioni | Cessioni           | Cessioni | Cessioni   |
| R.       | Nome               | a        | Modalità   |
| -------- | ------------------ | -------- | ---------- |
| P        | Luigi Ariante      |          | definitivo |
| P        | Mario Bina         |          | definitivo |
|          | Vincenzo Brasile   |          | definitivo |
|          | Antonio Coppola    |          | definitivo |
|          | Pasquale De Nicola |          | definitivo |
|          | Carlo Ippolito     |          | definitivo |
|          | Salvatore Maresca  |          | definitivo |
|          | Giordano Udovicich |          | definitivo |
|          | Vinci              |          | definitivo |

## Risultati

### Prima Divisione

#### Girone di andata
| Arbitro: | Serio |

|                                         |           |                             |
| Pogliano 6’ Pulzone 63’ Borgia 66’, 74’ | Marcatori | 30’ Oropallo 59’ Giraud III |

| Arbitro: | Ciaccio (Taranto) |

|                                           |           |              |
| Ghisi I 1’, 27’ Giraud III 3’ Tricoli 16’ | Marcatori | 61’ Lucchesi |

| Siracusa 18 ottobre 1931 3ª giornata | Syracusae | 3 – 1 | Savoia | Campo Coloniale |

| Arbitro: | Centi (Roma) |

|            |           |                                  |
| Cinello 9’ | Marcatori | 16’, 85’ Giraud III 26’ Vandelli |

| Arbitro: | Cardani |

|              |           |              |
| Vandelli 30’ | Marcatori | 55’ Brioschi |

| Arbitro: | Borghetti (Ancona) |

|                          |           |                           |
| Barboni 19’ Rastelli 69’ | Marcatori | 71’ Oropallo 89’ Vandelli |

| Arbitro: | Bonaiuti (Perugia) |

|              |           |  |
| Vandelli 46’ | Marcatori |  |

| Torre Annunziata 6 dicembre 1931 8ª giornata | Savoia                | 0 – 0 | Messina | Campo Formisano\| Arbitro: \| Panca (Reggio Emilia) \| |
| Arbitro:                                     | Panca (Reggio Emilia) |       |         |                                                        |

| Molfetta 20 dicembre 1931 9ª giornata - recupero del 16 dicembre | Molfetta | 3 – 2 | Savoia | Campo Comunale |

| Arbitro: | Bonifazi (Roma) |

|                                            |           |  |
| Ghisi I 12’, 23’ Ghisi II 14’ Vandelli 49’ | Marcatori |  |

| Arbitro: | Generoso Dattilo (Roma) |

|                       |           |  |
| Fadda 17’ Ghisi I 75’ | Marcatori |  |

| Cosenza 10 gennaio 1932 12ª giornata | Cosenza | 3 – 0 | Savoia |  |

| Arbitro: | Balestrozzi (Bari) |

|                               |           |             |
| Fadda 26’ Giraud I 57’ (rig.) | Marcatori | 76’ Ferrari |

| Arbitro: | Bonifazi (Roma) |

|  |           |              |
|  | Marcatori | 73’ Vandelli |

#### Girone di ritorno
| Arbitro: | Ferrucci (Viareggio) |

|                                                       |           |  |
| Giraud III 5’ Vandelli 17’, 79’ Ghisi I 39’ Fadda 65’ | Marcatori |  |

| Messina 7 febbraio 1932 16ª giornata | Peloro | 1 – 2 | Savoia |  |

| Arbitro: | Nocentino (Prato) |

|                          |           |               |
| Giraud III 36’ Fadda 82’ | Marcatori | 23’ Benedetti |

| Torre Annunziata 28 febbraio 1932 18ª giornata | Savoia              | 6 – 1 | FC Stabiese | Campo Formisano\| Arbitro: \| Lengidino (Pistoia) \| |
| Arbitro:                                       | Lengidino (Pistoia) |       |             |                                                      |

| Arbitro: | Generoso Dattilo (Roma) |

|                |           |  |
| Cucciolini 31’ | Marcatori |  |

| Arbitro: | Galluzzi (Terni) |

|                                                   |           |  |
| Ghisi I 11’ Fadda 28’ Giraud III 50’ Vandelli 62’ | Marcatori |  |

| Arbitro: | Contarini (Firenze) |

|  |           |           |
|  | Marcatori | 52’ Fadda |

| Arbitro: | Umberto Gama (Novara) |

|                                 |           |                     |
| Borgo II 8’ Ferretti 63’ Re 74’ | Marcatori | 71’ (rig.) Giraud I |

| Arbitro: | Ferrucci (Viareggio) |

|                     |           |   |
| Giraud I 51’ (rig.) | Marcatori | ? |

| Arbitro: | Vaccari (Roma) |

|            |           |                |
| Arzeni 36’ | Marcatori | 39’ Giraud III |

| Reggio Calabria 4 maggio 1932 25ª giornata | Reggina | 2 – 0 | Savoia |  |

| Arbitro: | Ciaccio (Taranto) |

|                                         |           |         |
| Vandelli 42’, 54’ Gustincich 56’ (aut.) | Marcatori | 9’ Masi |

| Arbitro: | Bevilacqua (Viareggio) |

|  |           |              |
|  | Marcatori | 74’ Vandelli |

| Arbitro: | Vaccari (Roma) |

|                                      |           |  |
| Ghisi I 82’, 85’ Giraud I 89’ (rig.) | Marcatori |  |

## Statistiche
Aggiornate al 29 maggio 1932.

### Statistiche di squadra
| Competizione    | Punti | In casa | In casa | In casa | In casa | In casa | In casa | In trasferta | In trasferta | In trasferta | In trasferta | In trasferta | In trasferta | Totale | Totale | Totale | Totale | Totale | Totale | DR  |
| Competizione    | Punti | G       | V       | N       | P       | Gf      | Gs      | G            | V            | N            | P            | Gf           | Gs           | G      | V      | N      | P      | Gf     | Gs     | DR  |
| --------------- | ----- | ------- | ------- | ------- | ------- | ------- | ------- | ------------ | ------------ | ------------ | ------------ | ------------ | ------------ | ------ | ------ | ------ | ------ | ------ | ------ | --- |
| Prima Divisione | 37    | 14      | 11      | 3       | 0       | 38      | 8       | 14           | 5            | 2            | 7            | 15           | 24           | 28     | 16     | 5      | 7      | 53     | 32     | +21 |
| Totale          | 37    | 14      | 11      | 3       | 0       | 38      | 8       | 14           | 5            | 2            | 7            | 15           | 24           | 28     | 16     | 5      | 7      | 53     | 32     | +21 |

### Andamento in campionato
| Giornata  | 1 | 2 | 3 | 4 | 5 | 6 | 7 | 8 | 9 | 10 | 11 | 12 | 13 | 14 | 15 | 16 | 17 | 18 | 19 | 20 | 21 | 22 | 23 | 24 | 25 | 26 | 27 | 28 |
| --------- | - | - | - | - | - | - | - | - | - | -- | -- | -- | -- | -- | -- | -- | -- | -- | -- | -- | -- | -- | -- | -- | -- | -- | -- | -- |
| Luogo     | T | C | T | T | C | T | C | C | T | C  | C  | T  | C  | T  | C  | T  | C  | C  | T  | C  | T  | T  | C  | T  | T  | C  | T  | C  |
| Risultato | P | V | P | V | N | N | V | N | P | V  | V  | P  | V  | V  | V  | V  | V  | V  | P  | V  | V  | P  | N  | N  | P  | V  | V  | V  |
| Posizione |   |   |   |   |   |   |   |   |   |    |    |    |    |    |    |    |    |    |    |    |    |    |    |    |    |    |    | 3  |

Legenda:

Luogo: C = Casa; T = Trasferta. Risultato: V = Vittoria; N = Pareggio; P = Sconfitta.

### Statistiche dei giocatori
| Giocatore      | Campionato | Campionato |
| Giocatore      | Presenze   | Reti       |
| -------------- | ---------- | ---------- |
| I. Albergatore | 2          | 0          |
| F. Ammendola   | 1          | -1         |
| M. Brasile     | 20         | 0          |
| O. Cirillo     | 15         | 0          |
| A. Fadda       | 13         | 6          |
| G. Garofalo    | 2          | 0          |
| E. Ghisi I     | 21         | 8          |
| P. Ghisi II    | 22         | 2          |
| G. Giraud III  | 21         | 8          |
| M. Giraud II   | 23         | 0          |
| R. Giraud I    | 23         | 4          |
| S. Malaguti    | 9          | 0          |
| V. Oropallo    | 7          | 2          |
| M. Orsini      | 13         | 0          |
| C. Ravizzoli   | 4          | 0          |
| S. Tricoli     | 14         | 1          |
| G. Vandelli    | 21         | 11         |
| C. Visciano    | 22         | -19        |